# Eric Heiden
Eric Heiden (Madison, Estats Units 14 de juny de 1958) és un patinador de velocitat sobre gel i ciclista estatunidenc, ja retirat, que destacà entre les dècades del 1970 i 1980. És germà de la també patinadora i ciclista Beth Heiden.
Heiden és l'únic atleta de la història del patinatge de velocitat que ha guanyat les cinc proves en un únic torneig olímpic i l'únic que ha guanyat una medalla d'or en totes les proves. És considerat per uns quants com el millor patinador de velocitat global (distances curtes i llargues) de la història de l'esport. Heiden va ocupar el lloc número 46 a ESPN's SportsCentury 50 Greatest Atletes of the 20th Century l'any 1999, l'únic patinador de velocitat que va entrar a la llista. L'any 2000 un diari neerlandès el va qualificar com el patinador més gran de la història.

## Biografia
Heiden va néixer a Madison, Wisconsin el 14 de juny de 1958. El seu pare, Jack Heiden, va ser cirurgià ortopèdic des de fa temps a Madison. La seva germana, Beth Heiden, també es va convertir en una excel·lent ciclista, patinadora de velocitat i esquiadora de fons. A la seva ciutat natal Shorewood Hills, Wisconsin (un suburbi de Madison), Eric i la seva germana Beth van ser els impulsors de la creació de la Heiden Haus, un petit lloc avançat on els nens locals poden escalfar-se després de patinar o jugar a hoquei a la pista de gel (complet amb plataforma subterrània d'argila). Es va graduar a la Madison West High School el 1976.
Després d'iniciar els seus estudis universitaris a la Universitat de Wisconsin–Madison, Heiden es va traslladar a la Universitat de Califòrnia, San Diego i després a la Universitat Stanford a Califòrnia, aconseguint una llicenciatura el 1984 i un títol de MD el 1991.
Heiden va conèixer la seva companya estudiant de medicina Karen Drews mentre els dos estaven estudiant a Stanford i es van casar el 1995. La Karen és una cirurgiana de mà. Tenen una filla, Zoe, nascuda l'any 2001.

## Carrera esportiva

### Patinatge de velocitat
Va participar en els Jocs Olímpics d'Hivern de 1976 realitzats a Innsbruck (Àustria), on finalitzà setè en la prova dels 1.500 metres i dinovè en els 5.000 metres. En els Jocs Olímpics d'Hivern de 1980 realitzats a Lake Placid (Estats Units) fou l'encarregat de realitzar el Jurament Olímpic per part dels atletes i en les proves de patinatge de velocitat sobre gel fou el gran vencedor en imposar-se en les cinc proves existents al programa olímpic: 500, 1.000, 1.500, 5.000 i 10.000 metres. Heiden és l'únic atleta de la història del patinatge de velocitat que ha guanyat els cinc esdeveniments en un únic torneig olímpic i l'únic que ha guanyat una medalla d'or en tots els esdeveniments independentment de quan els va guanyar.
Al llarg de la seva carrera esportiva ha guanyat vuit medalles en el Campionat del Món de patinatge de velocitat, destacant les tres victòries en la prova combinada els anys 1977, 1978 i 1979, així com les quatre victòries en la prova d'esprint els anys 1977, 1978, 1979 i 1980, convertint-se així en el gran dominador de la disciplina durant aquells anys. Va establir fins a 15 rècords mundials.

### Ciclisme
En retirar-se de la competició de patinatge decidí dedicar-se al ciclisme, esdevenint Campió Nacional de ciclisme en ruta l'any 1985. Així mateix fou un dels fundadors de l'equip ciclista 7-Eleven, participant en el Giro d'Itàlia de 1985 (131è) i en el Tour de França de 1986 (abandona a la 18a etapa). El 1999 fou inclòs al United States Bicycling Hall of Fame.

## Rècords mundials

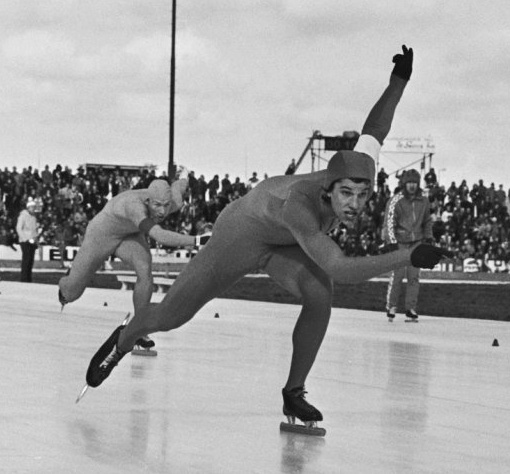
Heiden el 1977

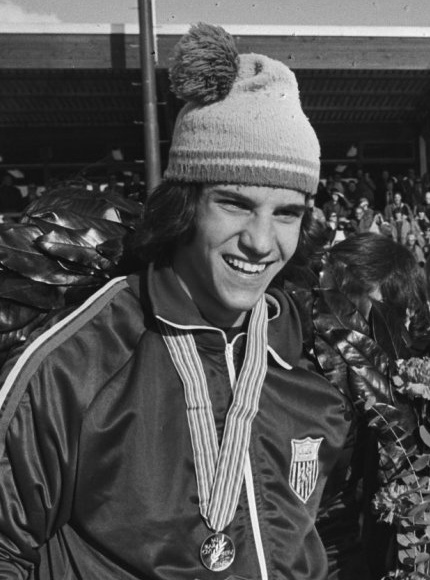
Heiden el 1977

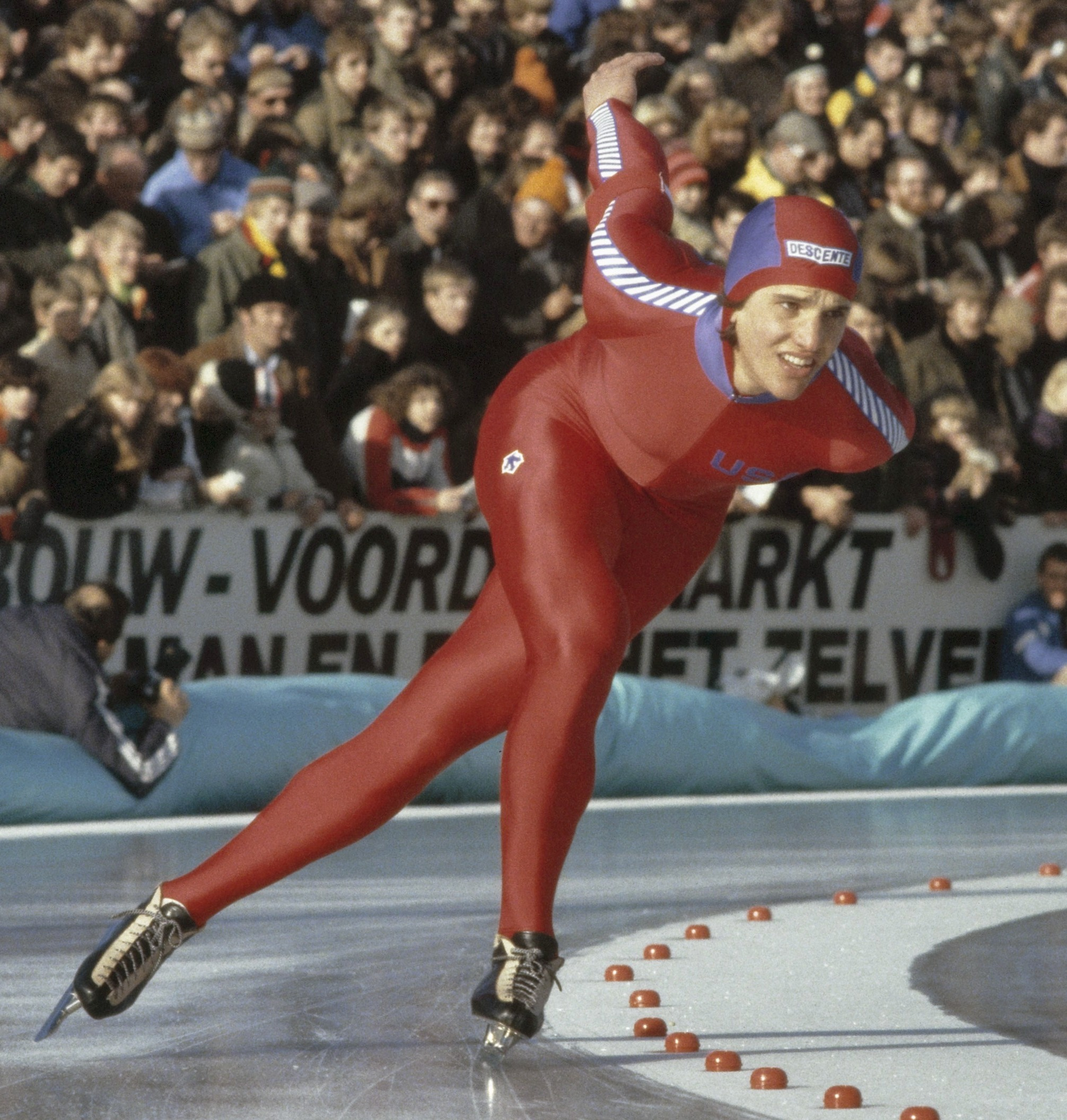
Heiden el 1980

Al llarg de la carrera d'Heiden va aconseguir batre 15 rècord mundials:
| Disciplina       | Hora     | Data                    | Ubicació             |
| ---------------- | -------- | ----------------------- | -------------------- |
| 1500 m júnior    | 2.02,75  | 18 de gener de 1976     | Madonna di Campiglio |
| 5000 m júnior    | 7.30,23  | 20 de febrer de 1977    | Inzell               |
| 1500 m júnior    | 1.59,46  | 20 de febrer de 1977    | Inzell               |
| Allround júnior  | 168.716  | 19–20 de febrer de 1977 | Inzell               |
| 3000 m júnior    | 4.16,2   | 4 de febrer de 1977     | Mont-real            |
| Allround júnior  | 166.584  | 4–5 de febrer de 1977   | Mont-real            |
| 5000 m júnior    | 7.23,54  | 5 de febrer de 1978     | Mont-real            |
| 3000 m           | 4.07,01  | 2 de març de 1978       | Inzell               |
| 1000 m           | 1.14,99  | 12 de març de 1978      | Savalen              |
| Samalog          | 162.973  | 11 de febrer de 1979    | Oslo                 |
| 1000 m           | 1.14,99  | 17 de febrer de 1979    | Inzell               |
| 3000 m           | 4.06,91  | 18 de març de 1979      | Savalen              |
| 1000 m           | 1.13,60  | 13 de gener de 1980     | Davos                |
| Samalog (sprint) | 150.250  | 13 de gener de 1980     | Davos                |
| 1500 m           | 1.54,79  | 19 de gener de 1980     | Davos                |
| 10000 m          | 14.28,13 | 23 de febrer de 1980    | Lake Placid          |

## Carrera mèdica
Heiden va completar la facultat de medicina a la Universitat Stanford el 1991 i la formació de residència ortopèdica a la Universitat de Califòrnia, Davis, el 1996, després va passar un any a una clínica de medicina esportiva a Birmingham, Alabama. Va tornar a Califòrnia per exercir com a cirurgià ortopèdic a Sacramento. En aquell moment, també va exercir com a metge de l'equip dels Sacramento Kings de l'NBA i els Sacramento Monarchs de la WNBA. El 2002, 2006, 2010 i 2014 va ser metge de l'equip de l'equip olímpic de patinatge de velocitat dels Estats Units. Va obrir una pràctica basada en medicina esportiva a The Orthopaedic Specialty Hospital (TOSH) a Murray, Utah i va ampliar Heiden Orthopaedics amb una oficina addicional a Park City, Utah.
El 2008, Heiden i Massimo Testa van publicar Faster, Better, Stronger, un llibre sobre ciència de l'exercici i programes d'exercici.
El 2009, Heiden va formar part de l'equip de metges que assistia el patinador de velocitat estatunidenc JR Celski, ja que aquest es va recuperar d'un accident de patinatge de velocitat molt greu durant les proves olímpiques dels Estats Units. Tot i tallar-se fins a l'os i requerir 60 punts de sutura, Celski es va poder recuperar a temps per als Jocs Olímpics d'hivern de 2010 a Vancouver, on va guanyar la medalla de bronze en els 1500 m i els 5000 m relleus masculins.

## Vida personal
Heiden va conèixer la seva companya estudiant de medicina Karen Drews mentre els dos estaven estudiant a Stanford i es van casar el 1995. La Karen és una cirurgiana de mà. Tenen una filla, Zoe, nascuda l'any 2001.
A Heiden se li van oferir moltes oportunitats de patrocini després de la seva actuació rècord als Jocs Olímpics d'hivern de 1980, però va rebutjar la majoria d'ells, dient que tenia prou diners i preferia l'anonimat.
Alguns antics guanyadors de la medalla d'or nord-americans, inclòs Heiden, se'ls va demanar que participessin en les cerimònies dels Jocs Olímpics d'hivern de 2002 celebrats a Salt Lake City, Utah, però Heiden va declinar-se després que fos passat per l'honor d'encendre la torxa olímpica. L'equip d'hoquei dels Estats Units de 1980, que va guanyar la medalla d'or als jocs de 1980, va rebre l'honor. Heiden va dir l'any 2009: «Probablement era massa tossut. Vaig pensar que si no aprecien el que vaig fer com a patinador, si no aprecien ara el que estic fent com a ésser humà. Passar l'estona amb els meus amics i mirar-ho, no volia menysprear l'equip d'hoquei olímpic de cap manera».